# 1633
- Wikisource

| Calendário gregoriano                                                        | 1633 MDCXXXIII                      |
| Ab urbe condita                                                              | 2386                                |
| Calendário arménio                                                           | 1082 – 1083                         |
| Calendário bahá'í                                                            | -211 – -210                         |
| Calendário budista                                                           | 2177                                |
| Calendário chinês                                                            | 4329 – 4330 Início a 8 de fevereiro |
| Calendário copta                                                             | 1349 – 1350                         |
| Calendário etíope                                                            | 1625 – 1626                         |
| Calendários hindus - Vikram Samvat - Calendário nacional indiano - Cáli Iuga | 1688 – 1689 1554 – 1555 4733 – 4734 |
| Calendário Holoceno                                                          | 11633                               |
| Calendário islâmico                                                          | 1043 – 1044                         |
| Calendário judaico                                                           | 5393 – 5394                         |
| Calendário persa                                                             | 1011 – 1012                         |
| Calendário rúnico                                                            | 1883                                |
| Calendário solar tailandês                                                   | 2176                                |

1633 (MDCXXXIII, na numeração romana)  foi um ano comum do século XVII do actual Calendário Gregoriano, da Era de Cristo, e a sua letra dominical foi B (52 semanas), teve início a um sábado e terminou também a um sábado.
| Ano completo                   |
| ------------------------------ |
| Ano comum com início ao sábado |

## Eventos
- Ocupação da cidade de Natal no Rio Grande do Norte pelos holandeses no qual recebeu na época um novo nome, passou a chamar-se Nova Amsterdã. Esse domínio holandes perdurou 21 anos até 1654.

### Janeiro
- 1 de janeiro - os Sete Capitães, sesmeiros portugueses do norte fluminense, nomeiam o rio Macabu, dando origem a uma das toponímias mais usadas na região, que resultou nos nomes das cidades e localidades de Conceição de Macabu, Dores de Macabu, Alto Macabu, Tirol de Macabu, Serra do Macabu e Barra do Macabu, entre outros.

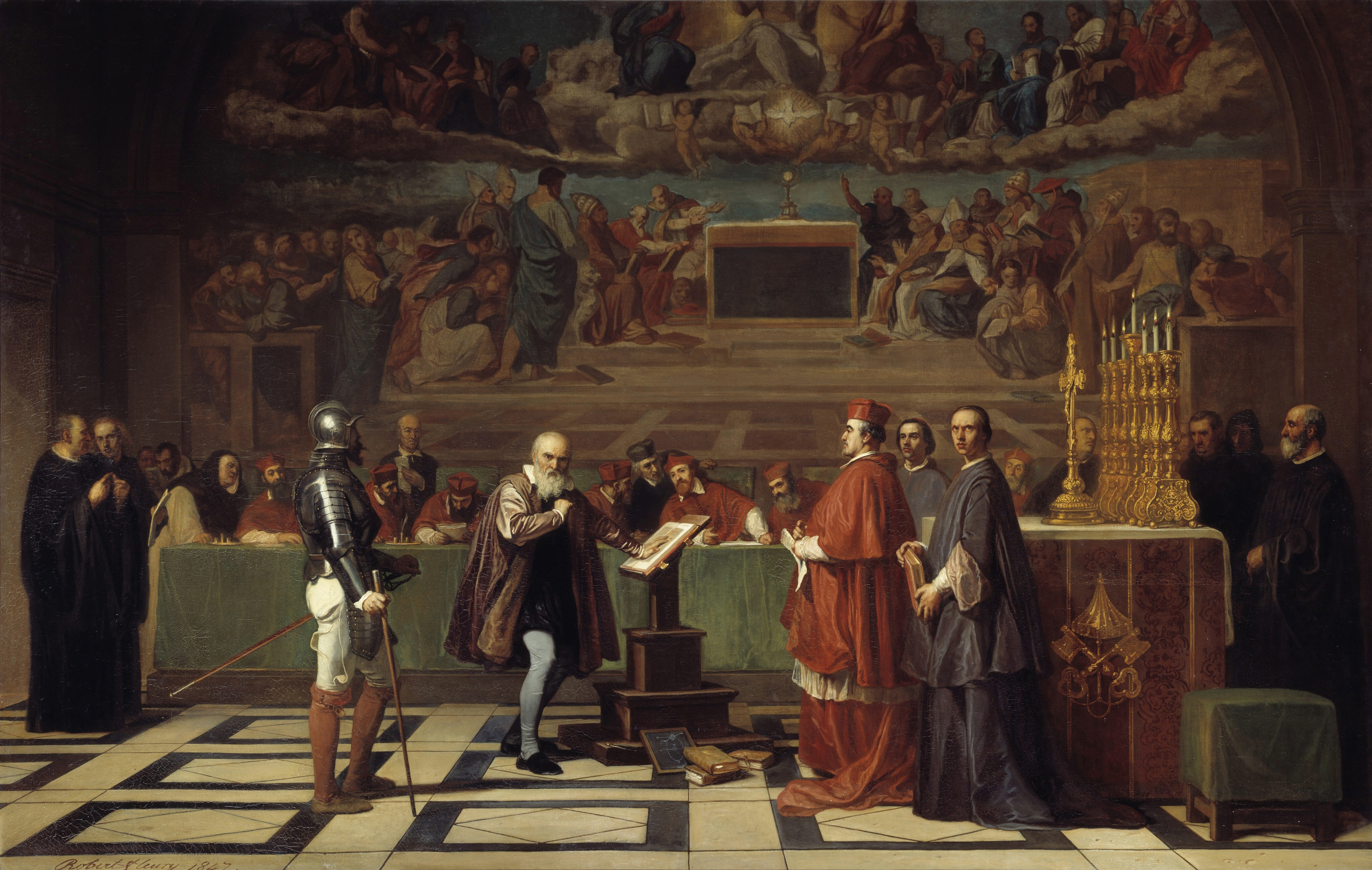
Galileu Galilei no Tribunal do Santo Ofício, em Roma. Pintura do século XIX de Joseph-Nicolas Robert-Fleury. Museu do Luxemburgo, Paris.

### Fevereiro
- 13 de fevereiro - Galileu Galilei foi detido pela Inquisição da Igreja Católica, devido aos seus estudos referentes ao heliocentrismo.

### Junho
- 22 de junho - Galileu Galilei é condenado pelo tribunal da Inquisição por causa da ideia defendidas no livro Diálogo sobre os dois principais sistemas do mundo, editado no ano anterior, e assina a fórmula de abjuração preparada pelo Tribunal do Santo Ofício, renunciando à defesa do sistema heliocêntrico de Nicolau Copérnico.

### Setembro
- 26 de setembro - Fundação da colônia inglesa de Windsor, o primeiro assentamento do estado americano de Connecticut.

### Em andamento
- Guerra dos Trinta Anos (1618–1648)

## Nascimentos
- Em Viena, o herdeiro do trono da Áustria e da Alemanha, Fernando IV da Áustria, filho do imperador Fernando III de Habsburgo e sua primeira esposa Maria Ana, infanta da Espanha e duquesa da Baviera.

## Mortes
- 16 de julho - João Casimiro, Duque de Saxe-Coburgo, primeiro duque de Saxe-Coburgo (n. 1564)
- 12 de agosto - Jacopo Peri, compositor e cantor italiano (n. 1561).